# Delphi (Indiana)
Delphi es una ciudad ubicada en el condado de Carroll en el estado estadounidense de Indiana. En el Censo de 2010 tenía una población de 2893 habitantes y una densidad poblacional de 409,76 personas por km².

## Geografía
Delphi se encuentra ubicada en las coordenadas 40°34′59″N 86°40′2″O / 40.58306, -86.66722. Según la Oficina del Censo de los Estados Unidos, Delphi tiene una superficie total de 7.06 km², de la cual 7.06 km² corresponden a tierra firme y (0%) 0 km² es agua.

## Demografía
Según el censo de 2010, había 2893 personas residiendo en Delphi. La densidad de población era de 409,76 hab./km². De los 2893 habitantes, Delphi estaba compuesto por el 91.74% blancos, el 0.41% eran afroamericanos, el 0.24% eran amerindios, el 0.17% eran asiáticos, el 0% eran isleños del Pacífico, el 5.53% eran de otras razas y el 1.9% pertenecían a dos o más razas. Del total de la población el 11.34% eran hispanos o latinos de cualquier raza.